# رایان بارنت
رایان بارنت (انگلیسی: Ryan Barnett؛ زادهٔ ۲۳ سپتامبر ۱۹۹۹) بازیکن فوتبال اهل بریتانیا است.
از باشگاه‌هایی که در آن بازی کرده‌است می‌توان به باشگاه فوتبال شروزبری تاون اشاره کرد.